# Мексико (Нью-Йорк)
Мексико (англ. Mexico) — місто (англ. town) в США, в окрузі Освіго штату Нью-Йорк. Населення — 5259 осіб (2020).

## Демографія
Згідно з переписом 2010 року, у місті мешкало 5197 осіб у 1967 домогосподарствах у складі 1441 родини. Було 2276 помешкань
Расовий склад населення:
| - 96,9 % — білих - 0,6 % — корінних американців - 0,6 % — чорних або афроамериканців - 0,2 % — азіатів |

До двох чи більше рас належало 1,4 %. Частка іспаномовних становила 1,5 % від усіх жителів.
За віковим діапазоном населення розподілялося таким чином: 25,8 % — особи молодші 18 років, 62,3 % — особи у віці 18—64 років, 11,9 % — особи у віці 65 років та старші. Медіана віку мешканця становила 39,4 року. На 100 осіб жіночої статі у місті припадало 98,4 чоловіків;  на 100 жінок у віці від 18 років та старших — 97,5 чоловіків також старших 18 років.
Середній дохід на одне домашнє господарство  становив 72 303 долари США (медіана — 61 062), а середній дохід на одну сім'ю — 77 866 доларів (медіана — 68 560). Медіана доходів становила 57 176 доларів для чоловіків та 31 993 долари для жінок. За межею бідності перебувало 13,5 % осіб, у тому числі 26,3 % дітей у віці до 18 років та 10,5 % осіб у віці 65 років та старших.
Цивільне працевлаштоване населення становило 2246 осіб. Основні галузі зайнятості: освіта, охорона здоров'я та соціальна допомога — 26,2 %, виробництво — 16,3 %, роздрібна торгівля — 10,6 %, мистецтво, розваги та відпочинок — 8,9 %.